# Ostrowiec Świętokrzyski

Ostrowiec Świętokrzyski är en stad i centrala Polen med 74.211 invånare (2006). 
Den viktigaste industrin är tillverkning av stål. Beläget i Świętokrzyskie vojvodskapet (sedan 1999), tidigare i Kielce vojvodskapet (1975-1998). Den är huvudstad i Ostrowiec Świętokrzyski vojvodskapet.